# (4872) Grieg
(4872) Grieg ist ein Asteroid des mittleren Hauptgürtels, der vom deutschen Astronomen Freimut Börngen am 25. Dezember 1989 am Karl-Schwarzschild-Observatorium (IAU-Code 033) im Tautenburger Wald entdeckt wurde. Sichtungen des Asteroiden hatte es vorher schon gegeben: am 6. und 7. Dezember 1975 unter der vorläufigen Bezeichnung 1975 XL6 am La-Silla-Observatorium der Europäischen Südsternwarte in Chile sowie am 6. März 1986 (1986 EV1) an der Anderson Mesa Station des Lowell-Observatoriums in Arizona.
Nach der SMASS-Klassifikation (Small Main-Belt Asteroid Spectroscopic Survey) wurde bei einer spektroskopischen Untersuchung von Gianluca Masi, Sergio Foglia und Richard P. Binzel bei (4872) Grieg von einer dunklen Oberfläche ausgegangen, es könnte sich also, grob gesehen, um einen C-Asteroiden handeln.
Mittlere Sonnenentfernung (große Halbachse), Exzentrizität und Neigung der Bahnebene des Asteroiden entsprechen grob der Dora-Familie, einer Gruppe von Asteroiden, die nach (668) Dora benannt ist.
Die Bahn von (4872) Grieg wurde 1991 gesichert, so dass eine Nummerierung vergeben werden konnte. Noch im selben Jahr, am 25. August 1991, wurde der Asteroid auf Vorschlag von Freimut Börngen nach dem norwegischen Komponisten Edvard Grieg (1843–1907) benannt. In der Widmung besonders hervorgehoben wurde Griegs Schauspielmusik Peer Gynt aus dem Jahre 1875 und das Stück Hochzeit auf Troldhaugen aus dem Jahre 1896. Schon 1985 war ein Einschlagkrater auf der nördlichen Hemisphäre des Planeten Merkur nach Edvard Grieg benannt worden: Merkurkrater Grieg.